# Плехів (Лубенський район)
Пле́хів — село в Україні, у Оржицькій селищній громаді Лубенського району Полтавської області. Населення становить 716 осіб. До 2020 орган місцевого самоврядування — Плехівська сільська рада.

## Географія
Село Плехів знаходиться на правому березі річки Оржиця в місці впадання її в річку Сула, вище за течією на відстані 3 км розташоване селище Оржиця, нижче за течією річки Сула на відстані 2,5 км розташоване село Тарасівка. Річки в цьому місці звивисті, утворюють лимани, стариці та заболочені озера.

## Історія
12 червня 2020 року, відповідно до розпорядження Кабінету Міністрів України № 721-р «Про визначення адміністративних центрів та затвердження територій територіальних громад Полтавської області», село увійшло до складу Оржицької селищної громади.
19 липня 2020 року, в результаті адміністративно - територіальної реформи та ліквідації  Оржицького району, село увійшло до складу новоутвореного Полтавського району.

## Політика

### Парламентські вибори, 2019
На позачергових парламентських виборах 2019 року у селі функціонувала окрема виборча дільниця № 530674, розташована у приміщенні школи.
Результати
- зареєстровано 476 виборців, явка 55,25%, найбільше голосів віддано за «Слугу народу» — 45,42%, за Радикальну партію Олега Ляшка — 16,79%, за Всеукраїнське об'єднання «Батьківщина» — 13,36%.[3] В одномандатному окрузі найбільше голосів отримала Анастасія Ляшенко (Слуга народу) — 23,51%, за Костянтина Іщейкіна (самовисування) — 19,92%, за Артура Кобзаря (Голос) — 15,14%[4].

## Економіка
- «Плехів Агро», сільськогосподарське господарство.
- «Плехів», сільськогосподарський кооператив.

## Об'єкти соціальної сфери
- Плехівська загальноосвітня школа І-ІІ ступенів
- Будинок культури.

Плехівська школа була відкрита 1890 року як чотирикласна земська. 1930 року відкрито семирічну школу.

## Пам'ятки
Неподалік від села розташований гідрологічний заказник «Плехівський». Заказник створено на виконання постанови Ради Міністрів УРСР від 25.02.1980 № 132. Відповідно до постанови Кабінету Міністрів України від 12.10.1992 № 584 «Про зміну деяких рішень Уряду України у зв'язку з прийняттям Закону України „Про природно-заповідний фонд України“» заказник визначено, як гідрологічний заказник загальнодержавного значення.